# Caecidotea jordani
Caecidotea jordani is een pissebed uit de familie Asellidae. De wetenschappelijke naam van de soort is voor het eerst geldig gepubliceerd in 1966 door Eberly.